# Mala ušara
Mala ušara (lat. Asio otus) je vrsta ptica koja pripada redu sova te obitelji pravih sova. Ova vrsta živi na prostoru Europe, Azije, Sjeverne Amerike i Afrike. Malu ušaru je 1758. godine prvi put opisao švedski prirodoslovac Carl Linne.

## Izgled
Mala ušara spada u sove srednje veličine. Dužina tijela kod ove vrste se kreće između 31 i 40 centimetara, a raspon krila od 85 do 100 cm. Uglavnom nisu masivnije od 350 gramа. Ženke su malo veće od mužjaka. Prosječna masa je kod mužjaka 259 g dok je kod ženki 282 g.
Prepoznatljive su po tome što na vrhu glave imaju "uške" - uzdignuto perje koje podsjeća na uši, a po tome su i dobile naziv. Imaju crn kljun, a oči su im narančasto-crvenkaste boje. Noge su im prekrivene paperjem.
Mlade ptice imaju vrlo prodoran glas i može se čuti i na udaljenosti od preko 2 kilometra. Ne grade gnijezda već od drugih ptica preotimaju već napravljena gnijezda. Najčešće se gnijezde na četinjačama, posebno onima s gustom krošnjom. Ženka u prosjeku polaže od 3-5 jaja u razmacima od po 2 dana. Ženke polažu jaja od polovine ožujka do kraja travnja. U godinama kada imaju izobilje hrane ove sove na svijet donose veći broj mladunaca ili se gnijezde 2 puta. Mladi se izliježu iz jaja nakon 28 dana, a iz gnijezda izlaze nakon 25 dana ležanja. Kada napune 7 tjedana potpuno su sposobni letjeti, međutim s roditeljima ostaju još oko dva mjeseca, a potom se potpuno osamostale. Najčešće se hrane sitnim glodavcima, a aktivne su noću. Preko dana sjedi skrivena u krošnji drveća.

## Rasporstranjenost
Male ušare žive u središnjem dijelu Sjeverne Amerike, sjevernoj Africi ,većem dijelu Europe i Azije. Populacije ove vrste se u sjevernim i hladnijim krajevima djelomično sele zbog nedostatka hrane, dok se u toplijim krajevima redovito skupljaju u zimska jata. Zimska jata se često nalaze u naseljenim mjestima, a broj jedinki u njima se kreće od nekoliko do više stotina ptica. Male ušare najčešće nastanjuju otvorene terene uz rubove šuma, drvorede, parkove, voćnjake i manje grupe drveća.

## Prehrana
Male ušare su grabljivice koje plijen love noću. Najčešće love plijen u niskom letu, na rubovima šuma ili uz živice. Najčešće se hrane sitnim sisavcima poput poljskih miševa i voluharice. Vrlo rijetko se hrani ostalim glodavcima, sitnijim pticama, insektima i žabama. Ovi glodavci kojima se hrane predstavljaju po ljude štetne vrste tako da ove sove imaju i pozitivan gospodarski značaj za ljude.

## Zaštita
Male ušare se u mnogim dijelovima svijeta zaštićene zakonom. Veliki problem za Male ušare je narušavanje njihovih prirodnih staništa, i nestajanje mjesta gdje se mogu gnijezditi, kao i mjesta gdje love. Često stradaju i na cestama u sudarima s vozilima. Pošto se nalaze u neposrednoj blizini ljudi ove sove se često uznemiravaju. U velikom dijelu Europe brojnost ovih sova je u stalnom padu.

## Podvrste
Postoje 4 podvrste malih ušara:
- A. otus otus - nastanjuje Europu, sjeverozapadnu Afriku i Aziju
- A. otus canariensis - nastanjuje Kanarske otoke
- A. otus Tufts - nastanjuje zapadni dio Sjeverne Amerike
- A. otus wilsonianus - nastanjuje istočni dio Sjeverne Amerike